# Berg, Leksands kommun
Berg är en tät by vid Österdalälven sex kilometer söder om Leksand i Leksands socken, Rönnäs fjärding mellan byarna Romma och Rönnäs. Byn ligger på östra sidan av Österdalälven.
Byn omtalas inte i medeltida handlingar, men i byn finns rikligt med slagg från forntida järnframställning. 1539 fanns 3 skattebönder i byn. I samband med Älvsborgs lösen upptas 4 gårdar i Berg. 1766 hade gårdarnas antal ökat till 10, och 1830 fanns 13 gårdar i byn. 1856 fanns här 12 gårdar och 1896 14. K. E. Forsslund anger 14 gårdar i byn fortfarande på 1920-talet. Byn är med sina 39 tunnland åker en av de mindre Leksandsbyarna.
Danielsgården, belägen norr om majstångsplatsen, kan beläggas ha brukats i obruten kedja av samma släkt sedan 1659. Dessvärre brann mangårdsbyggnaden ned till grunden dagen före Midsommarafton 1986. Brandorsak var ett elfel i köket. Huset var isolerat med sågspån och branden fick ett mycket snabbt förlopp. I gården bodde Anders Backlund, född år 1900. Han var änkling. Grannar hindrade honom när han ville springa in i det brinnande huset för att hämta nyckeln till bilen. De lyfte undan bilen från närheten till elden!  Ett nytt boningshus uppfördes senare på platsen och står där och bebos än i denna dag. Anders Backlund återflyttade aldrig. Han avled 1990. Dessa fakta har lämnats i juli 2010 till en bybo, Birgitta W som är etnolog, av Anders Backlunds son, Åke Backlund, född 1926.
Byn är klassificerad som ett riksintresse för kulturmiljövård.